# Круглая рига
Круглая рига — хозяйственная постройка для обработки и хранения зерна, памятник архитектуры. Расположена в Гатчине, современный адрес здания — Киевская улица, 6А. Одна из старейших построек города. Объект культурного наследия России федерального значения.

## История
Построена в 1760-е или 1770-е годы неизвестным архитектором (согласно предположениям, им может быть Н. А. Львов, В. И. Баженов, Ю. М. Фельтен или В. И. Неелов). Вероятно, здание — фрагменты бывшего шведского военного укрепления, на базе которых было построено сохранившееся сооружение.
В 1790-е годы дорога рядом со зданием была окружена земляным валом с парапетом высотой около метра из местного камня. В 1830-е к зданию пристроили овин. В 1846 году строение прошло капитальный ремонт, вместо существовавшей к тому времени деревянной пристройки, ставшей ветхой, была сделана каменная.
В январе 1852 года здание сгорело. При реставрации по проекту А. М. Байкова верхние части стен были разобраны и собраны заново, внутри риги были установлены деревянные столбы, поддерживающие потолок, было сделано 2 окна.
До 1860-х годов в круглой риге обрабатывали, сушили и хранили зерно. В 1864 году здание было временно отдано расположенному поблизости Кирасирскому Её Величества лейб-гвардии полку для помещения в нём лошадей.
К 1874 году рига бездействовала, печь была разобрана. В 1885 году выполнен ремонт риги и находящихся рядом деревянных строений. В стенах было сделано 4 окна с оконными перемычками из кирпича. С 1893 года здание стало кладовыми Дворцового управления. Весь XX век здание преимущественно пустовало.

## Описание
Здание образовано двумя концентрическими стенами с наружным диаметром 31,95 м. Над основным массивом возвышается центральная цилиндрическая часть с крепостными зубцами. Стены сложены из блоков тёсаного парицкого известняка. Вероятно, ранее все полы в риге были кирпичными.